# Панов, Александр Михайлович
Александр Михайлович Панов (25 июня 1864, Минская губерния — не ранее 1920) — инспектор Минской духовной семинарии (1905–1917), редактор газеты «Братский листок» и «Минских епархиальных ведомостей», статский советник.

## Биография
Родился в семье унтер-офицера. Обвенчан с дочерью протоиерея Екатериной Петровной Трусковской; дети: Николай (15.08.1891), Сергей (11.05.1893), Мария (11.01.1895), Наталия (13.10.1896).
Окончил Минскую духовную семинарию (1885) и Санкт-Петербургскую духовную академию со степенью кандидата богословия (1889).
Преподаватель Священного Писания (1889—1917), член распорядительного собрания правления (1902—1905) и инспектор (1905—1917) Минской духовной семинарии.
Коллежский асессор (1894), надворный советник (1895), коллежский советник (1897), статский советник (1901).
Староста Свято-Вознесенского храма епархиального женского училища (1900), преподаватель всеобщей и русской гражданской истории в минском женском училище духовного ведомства (1902), член совета епархиального Свято-Николаевского братства (1904—1907), староста храма Иоанна Богослова при Минской духовной семинарии (1905), один из основателей и товарищ председателя Минского церковного историко-археологического комитета, член Совета и казначей Минского отдела Русского окраинного общества (1908), редактор газеты «Братский листок» (1908—1909) и «Минских епархиальных ведомостей» (1912—1914), представитель от духовно-учебных заведений в Военно-спортивном комитете (1916).
Награжден орденами Святого Станислава 3-й (1896) и 2-й (1904) степени, Святой Анны 3-й (1900) и 2-й (1908) степени, Святого Владимира 4-й степени (1912).
В 1917—1918 годах член Поместного собора Православной российской церкви по избранию как мирянин от Минской епархии, участвовал в 1–2-й сессиях, член II, XIII, XX, XXI отделов.
С 1919 года преподаватель в 4-й школе Минска, член правления Минского общества истории и древностей.

## Сочинения
- О князе Константине Константиновиче Острожском // Минская старина. Вып. 1. 1909.
- Речь // Минские епархиальные ведомости. 1912. № 23. С. 916.